# Балъкесир
Балъкесир (на турски: Balıkesir) е град в Турция, административен център на вилаета Балъкесир, регион Мармара.
Населението на града e 331 788 жители (15-и в страната).

## Икономика
От района на града се изнасят главно продукция, извличана от широко застъпеното маслинопроизводство.
Балъкесир е популярна дестинация за туристи от Турция и чужбина, на които служи като изходен пункт за преоткриването на красивата околна област и близката планина Ида или Каз Дагъ (на турски Kaz Dağı). Край Балъкесир са останките на римския град Адрианутерий, носил името на император Адриан.
Забележителности в региона:
- Национален парк „Птиче светилище“ (Kuş Cenneti [Куш Дженети])
- заливи на градовете Бандърма, Ердек, Едремит и плаж на гр. Айвалък
- строви Мармара, Алибей
- музеи на открито в градовете Ердек и Гьонен
- храмове: Йълдъръм джамия в Балъкесир, храмов комплекс на Заганос паша, църква-джaмия с часовник в Айвалък, джамия Алибей

## Личности
Родени в Балъкесир
- Йомер Сейфетин – писател
- Мехмет Чобан – състезател по класическа борба
- Джанер Еркин – футболист, нападател на ПФК ЦСКА (Москва)
- Ханде Ерчел - актриса
- Хасан Кючюкчетин - актьор

Починали в Балъкесир
- Заган паша – велик везир на Османската империя